# Leopold Fitzinger
Leopold Fitzinger (Vienna, 13 aprile 1802 – 20 settembre 1884) è stato uno zoologo austriaco.
Fitzinger studiò botanica all'Università di Vienna con Nikolaus Joseph von Jacquin. Tra 1817 e 1861 lavorò al Naturhistorisches Museum, per diventare poi direttore degli zoo di Monaco di Baviera e Budapest.
Nel 1826 pubblicò la Neue Classification der Reptilien, basata in parte sul lavoro degli amici Friedrich Wilhelm Hemprich e Heinrich Boie. Nel 1843 pubblicò Systema Reptilium, sui gechi, camaleonti e iguana.

## Opere
- Fitzinger LJFJ. 1826. Neue classification der reptilien nach ihren natürlichen verwandtschaften. Nebst einer verwandtschafts-tafel und einem verzeichnisse der reptilien-sammlung des K. K. zoologischen museum's zu Wien. J.G. Hübner, Wien. vii, 66 pp.
- Fitzinger LJFJ. 1843. Systema Reptilium. Fasciculus primus. Amblyglossae. Braumüller et Seidel, Wien: 106 pp.

| Fitzinger è l'abbreviazione standard utilizzata per le specie animali descritte da Leopold Fitzinger. Categoria:Taxa classificati da Leopold Fitzinger |